# Histoire du Club athlétique Brive Corrèze Limousin
Cet article présente l'histoire du Club athlétique Brive Corrèze Limousin.

## Naissance et premier pas

### Création (1910)
Le Club athlétique briviste nait en 1910 à la suite de la fusion du Football club briviste et du Stade Gaillard. Cette fusion est annoncée le 20 mars 1910 par les deux présidents de clubs à la suite d'un match amical entre les deux clubs disputé comme une revanche d'un match joué en décembre 1909 dans le cadre du Chalenge du Limousin qui a vu le Football club briviste s'imposer sur tapis vert, des joueurs du Stade Gaillard ayant joué sans être qualifiés. Cette annonce a lieu après plusieurs semaines de débat sur plusieurs sujets, le nom du nouveau club, la composition du bureau, le terrain unique, la liquidation des dettes. L'accord final aurait eu lieu 15 mars. Le Docteur Fournial devient le président du nouveau club créé. Pour choisir les joueurs de l'équipe première de ce club nouvellement créé, est organisé le 27 mars un match de sélection entre quatre équipes issues des anciens clubs dissous. Le lendemain l'équipe première reçoit l'équipe du Tout Paris Militaire. Il s'agit du tout premier match du CA Brive, mais ce dernier s'incline lourdement sur le score de 12 à 32 sur son terrain. Une semaine plus tard le club remporte le premier succès de son histoire contre le Stade aurillacois sur le score de 18-0, puis fait match nul contre l'équipe du lycée de Tulle le 10 avril 1910.

### Les débuts (1910-1914)
Le Club athlétique briviste débute en compétition officielle dans le championnat du Limousin 1re série. Dans cette compétition le club est opposé à un seul adversaire, la Section athlétique de Limoges que le CA Brive bat 3-0 puis 9-0 au retour. Le titre de champion du Limousin remporté, le club peut disputer le championnat de France 2e série. Après avoir facilement battu le Stade aurillacois 31-0 au premier tour puis le GAC Périgourdin 34-0 en quarts de finale, le CA Brive est opposé en demi-finale à Association sportive perpignanaise. Le club briviste perd le match par trois points à zéro, alors qu'il juge l'arbitre incompétent. Consolation pour le CA Brive, le club est admis pour la saison prochaine en série nationale. Des changements ont lieu pour la saison 1911/12, le Docteur Fournial quitte la présidence remplacé par Pierre Lachaud, l'un des acteurs de la fusion. Son capitaine Lavaud, international Militaire, quitte le club pour intégrer l'école militaire de Saint-Maixent, remplacé par un autre militaire, Lacarra. Autre changement l'équipe change ses couleurs et joue désormais en rouge et noir. Le CA Brive s'adjuge une nouvelle fois le titre de champion du Limousin face au SA Limoges (11-0 à Limoges et 11-3 à Brive-la-Gaillarde). Qualifié pour le championnat de France, son adversaire lors du premier tour est le Racing club narbonnais. Panique dans les rangs du CA Brive quelques jours avant le match avec une circulaire de l'armée qui exige des militaires jouant dans des clubs civils de déposer une permission quinze jours avant un déplacement à l'extérieur, chose impossible dans un championnat de France où les adversaires sont souvent connus quelques jours seulement avant la date des matchs. Le CA Brive, qui compte neuf militaires dans son équipe première, négocie un report de la mesure, mais s'incline quand même face à Narbonne sur le score de cinq à zéro.
Pour la saison 1912/13, le club dépose officiellement ses statuts à la sous-préfecture de Brive-la-Gaillarde. La formule du championnat du Limousin est modifiée et se joue désormais sous forme de poule de trois clubs avec match aller-retour.  Le club biviste domine assez facilement la poule en s'imposant seize à zéro lors du premier match à domicile contre le SA Limoges puis dix-sept à zéro contre la Jeunesse sportive limousine à l'extérieur lors du second match, puis le club obtient un match nul zéro à zéro lors du match retour contre le CA Limoges ce qui lui permet de décrocher une nouvelle fois le titre de champion du Limousin sans même jouer le dernier match. En championnat de France 1re série le club est sèchement battu au premier tour par le stade toulousain sur le score de 28-0. Au début de la saison suivante, l'existence du club est menacée puisque le 4 octobre 1913, l'assemblée générale du club débat d'une possible dissolution du club vu le peu d'intérêt que portent les membres du club à se déplacer pour l'assemblée générale. Cette menace fonctionne et le CA Brive parvient à constituer deux équipes pour la saison. Les résultats sportifs pâtissent de cette crise et pour la première fois depuis sa création le CA Brive ne remporte pas le titre de champion du Limousin. Les deux équipes sont toutefois à égalité de points après la phase de poule, mais le CAB perd trois points à zéro après prolongations le match d'appui à Limoges. Maigre consolation avec la victoire de l'équipe II dans le championnat régional des réserves, puis une défaire 31-0 contre le Stade toulousain II dans le championnat de France des réserves. Le club se met en sommeil dès le début de la Grande Guerre en 1914. Vingt-sept joueurs du club meurent pour la France durant le conflit.

## L’essor au niveau national

### L'entre-deux guerres (1919-1939)

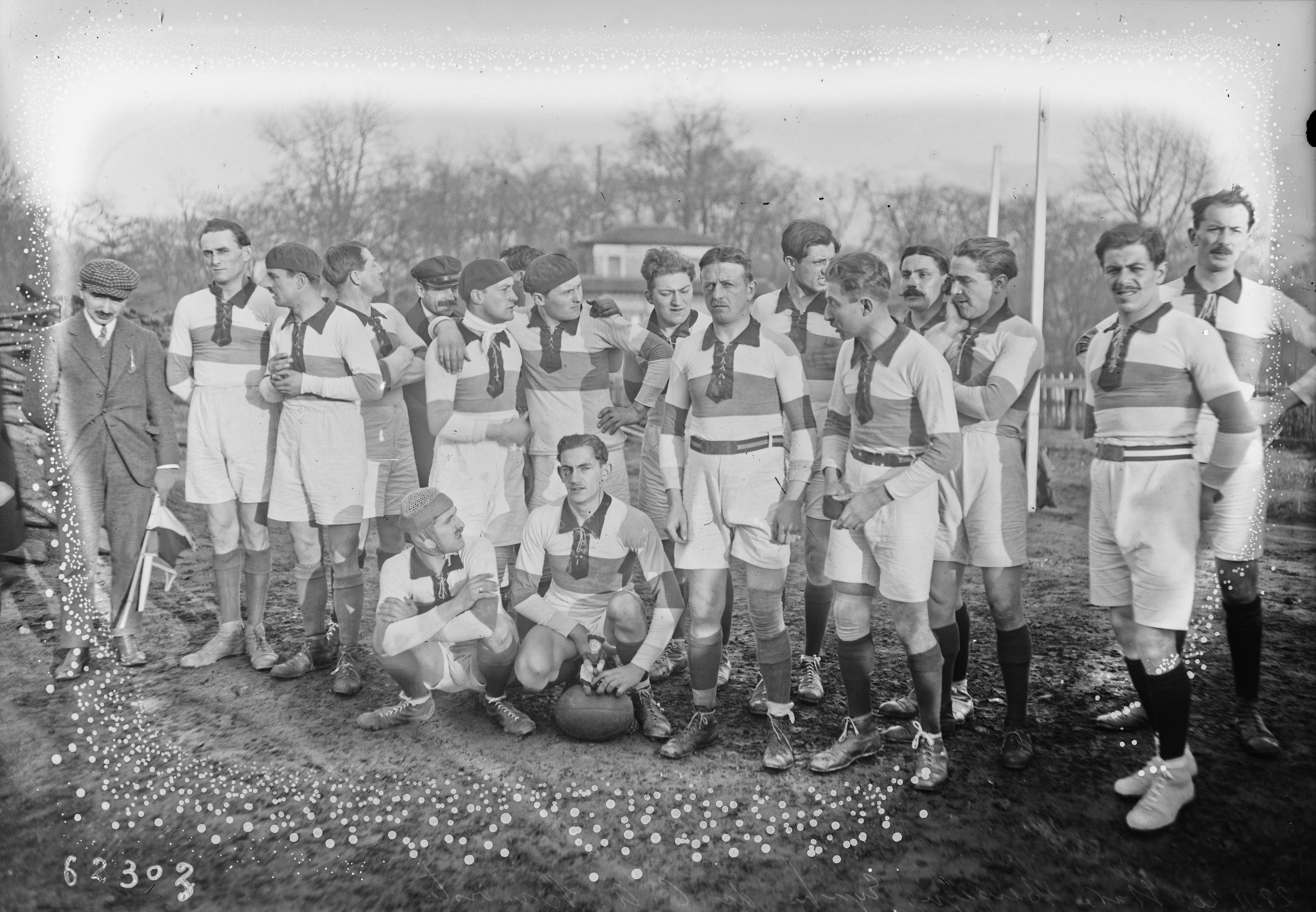
Le CA Briviste le 28 novembre 1920.

Le CA Brive redémarre ses activités pour la saison 1919/20. Le championnat du Limousin 1re série est organisé en une poule unique de quatre clubs avec seulement des matchs aller. Le CA Brive remporte le titre en gagnant tous ses matchs y compris le match à Limoges contre la SA Limoges. Le club parvient à atteindre les quarts de finale du championnat de France en éliminant le CAS clermontois en huitième de finale, avant de tomber face au Stade toulousain après prolongations. La saison suivante commence avec un appel pour honorer les membres du club disparus au champ d'honneur. En championnat du Limousin le CA Brive et la SA Limoges sont à égalité parfaite de points à la fin du championnat à quatre. Un match d'appui est organisé à Limoges, et après une prolongation, se termine aussi par un résultat nul. Un second match d'appui est organisé à Saint-Junien qui voit enfin le club briviste remporter le championnat. En huitième de finale du championnat de France, le CA Brive est opposé au Racing club chalonnais à Chalon-sur-Saône. Une victoire 8-0 lui permet de rentrer à Brive-la-Gaillarde en héros. Les joueurs traversent la ville acclamés par la population puis sont accueillis à la mairie. En quart de finale, le club retrouve le Stade toulousain et encore une fois, il s'incline, sur le score de 9-0, malgré le soutien d'un stade rempli de 4 000 spectateurs. Consolation pour le capitaine Beylie convoqué pour la première fois en équipe de France militaire.
En mai 1920, est présenté au conseil municipal de Brive-la-Gaillarde un projet de création d'un terrain de sport mis à la disposition de tous les sports confondus. En août de la même année, la ville reçoit 45 000 francs du Pari Mutuel pour la construction, puis à la fin du mois une subvention d'État de 34 000 francs. La ville achète 30 000 m2 de terrain. Dans le même temps, les dirigeants du CA Brive, le plus important club sportif de la ville, montent une société par actions, la Société du Stadium, afin de lever des fonds pour construire un véritable stade. En mars 1921, la ville de Brive-la-Gaillarde donne à la Société du Stadium une partie des terrains qu'elle a achetés afin qu'elle construise son stade sportif, qui est programmé pour être prêt en septembre 1921.
Le Stadium est inauguré le 25 septembre 1921, avec au programme une réunion d'athlétisme avec la participation de plusieurs internationaux, une démonstration de gymnastique, le tout conclu par un match de rugby opposant le CA Brive au Stade français. Pour la saison 1921-22, le championnat du Limousin est ouvert à cinq clubs en poule unique et match aller simple. Le CAB démarre en fanfare le championnat avec trois victoires contre le SO Limoges, Saint-Yrieix SC et l'US Saint-Junien, le tout en marquant 106 points et encaissant aucun point. La finale pour déterminer le champion se joue à Limoges contre le SAU Limoges. Dans un match très serré, la différence va se faire avec un drop des joueurs de Limoges qui leur permet de gagner le match 4-0 et de décrocher la première place du championnat. Finissant second, le CAB est obligé de jouer le premier tour du championnat de France contre l'Union sportive romanaise et péageoise à Romans-sur-Isère. La CAB parvient à décrocher un match nul 0-0 et jouer un match d'appui à domicile que le club remporte 14-0, se qualifiant pour le second tour. Le CAB est opposé au Toulouse OEC à Brive, mais le match se termine sur un score vierge de 0-0 après prolongation, un match d'appui est joué à Toulouse qui voit le CAB s'incliner 6-0. Cette défaite n'est pas éliminatoire puisque le CAB est admis à jouer un match de repêchage face à l'Association sportive biterroise, mais une défaite à Béziers élimine définitivement le club du championnat de France. Consolation avec les équipes II, III et IV qui remportent le titre de champion du Limousin dans leurs championnats respectifs. Cette saison est aussi marquée par une rencontre internationale amicale contre les gallois du Mountain Ash (en) qui s'imposent sur le score de 6-3.
Pour la saison 1922-23, la formule du championnat du Limousin est encore modifiée avec cette fois dans un premier temps deux poules de qualification de trois équipes avec match aller simple, puis une poule unique de trois équipes avec match aller-retour. La première phase, où le CAB est opposé à Saint-Yrieix SC et l'US Saint-Junien, est une formalité, et le club remporte les deux matchs en marquant 68 points et en encaissant aucun. En poule finale, le CAB est opposé à l'US Saint-Junien qu'il retrouve et le SAU Limoges. Ça commence bien avec une première victoire 3-0 contre l'US Saint-Junien sur le terrain extérieur, mais pour le second match, le CAB s'incline à domicile contre le SAU Limoges sur le score serré de 5-3. Le club se ressaisit en battant l'US Saint-Junien 19-0 lors du match retour à Brive. Le match retour à Limoges est émaillé d'incidents qui voit le CAB déclarer forfait. En lever de rideau du match des équipes premières, les équipes III du CAB et du SAU Limoges disputent un match, mais pendant le match, le capitaine de l'équipe première du SAU Limoges crie en direction des joueurs du CAB qu'ils sont des « brutes ». Une échauffourée éclate et le président du CAB est giflé par un spectateur. L'absence d'excuse de la part du SAU Limoges fait décider au président du CAB de déclarer son équipe forfait. Ce forfait a de nombreuses conséquences, les quatre équipes du CAB sont déclarées perdantes ce qui entraine la perte des titres de champion du Limousin des équipes III et IV, le président et capitaine du CAB sont radiés à vie et enfin le club doit verser deux amendes de 2 000 francs au comité du Limousin et au SAU Limoges. Le club fait appel auprès de la fédération qui corrige les peines, les équipes III et IV récupèrent leurs titres. Le président et le capitaine ne sont plus que suspendus respectivement pour six et trois mois enfin l'amende est réduite de 500 francs pour le comité du Limousin et au remboursement des frais du match au SAU Limoges. Malgré ses déboires, le club est admis à disputer la Coupe de Promotion, une coupe nationale de consolation pour les équipes non qualifiés en championnat de France. Au premier tour face au Football Club de Lyon, le CAB s'impose 3-0 sur sa pelouse et se qualifie pour le second tour qui est une poule de trois équipes à match aller simple. Le CAB perd le premier match contre le SO avignonnais 8-0, avant de gagner le second match de la poule face au Paris UC 5-3. Cette victoire ne permet pas au club de se qualifier puisqu'il termine second de la poule.
Pour la saison 1923-24, une nouvelle formule est encore mise en place pour le championnat du Limousin. Cette fois, les six clubs sont répartis dans deux poules de trois avec match aller simple et les deux premiers se retrouvent dans une finale aller-retour. La poule de classement est une formalité pour le CAB avec deux victoires contre le SC tulliste et l'US Saint-Junien avec trente et un points marqués et aucun d'encaissé. En finale, le club est opposé au rival du SAU Limoges. Le premier match joué à Limoges voit le club briviste s'incliner 7-3 puis faire match nul 0-0 au retour. Second du championnat, le CAB joue cette année encore la coupe de promotion où il s'incline dès le premier tour face à l'US bergeracoise sur le score de 21-6. Les équipes II et III remportent une fois de plus leurs championnats. Pour la saison a lieu une grande réforme des championnats à l'initiative de la FFR, le championnat de 1re série est divisé en deux divisions appelées Excellence et Honneur avec un quota de places par comité régional. À la fin de chaque saison a lieu un barrage entre les deux meilleures équipes de la division Honneur et les deux plus mauvaises de la division Excellence qui peut faire perdre ou gagner des places à un comité régional. Le comité du Limousin, dont dépend le CAB, dispose lui d'une place en Excellence et une place en Honneur. Le champion en titre, le SAU Limoges, est directement qualifié pour la super finale du championnat. Les six autres clubs, dont le CAB, sont répartis comme la saison dernière en deux poules de trois clubs. Le CAB domine la phase de poule avec deux victoires sur le SC tulliste et le RC guéretois avec 89 points marqués sans en encaisser un seul. Il retrouve en finale le SO Limoges, vainqueur de l'autre poule, qu'il domine facilement trente à zéro. Opposé dans la super finale au SAU Limoges, le CAB s'incline 4-0 après prolongation sur la pelouse de Limoges. Ce bon parcours permet quand même au CAB de disputer le championnat de France Honneur. La première phase de ce championnat de France se dispute avec une poule de cinq clubs en match aller simple. Si le premier match face à Saint-Girons SC est assez compliqué avec une défaite 7-0, les matchs suivants sont beaucoup plus faciles avec des victoires face au Stade aurillacois 6-0, le SU cavaillonnais 52-0 et la CASG Paris 11-6. Ce bon parcours permet au CAB de terminer premier de la poule et de se qualifier pour le second tour qui se dispute sous la forme d'une poule de trois clubs à match aller simple. Les choses vont se corser pour le CAB avec deux lourdes défaites d'abord face au Biarritz olympique 24-0, puis à domicile 13-0 face au Stade bordelais UC. Le CAB est quand même admis à disputer un match de barrage contre un club d'Excellence dans le but d'obtenir une place supplémentaire dans cette division pour le comité du Limousin. Le CAB subit une lourde défaite face au Stade hendayais 24-7. Durant cette saison, l'équipe III remporte le titre de champion du Limousin.
Les Coujous sont relégués en Championnat de France Honneur en 1928. Dès l’année suivante, en 1929, le club voit l’arrivée d’Alfred Prévost, alias le Marquis, champion de France en 1922 et 1923 avec le Stade toulousain. Ce personnage illustre va fonder et animer, avec Jean Beylie, la première école de rugby de Brive. Sous sa houlette les Brivistes remportent le championnat du Limousin Honneur, puis retrouvent le Championnat de France Excellence en 1930, après avoir battu le Saint-Girons SC. Le club progresse alors petit à petit. Il est chaque saison au minimum vice-champion du Limousin Excellence dans les années 1930,  et s’adjuge le titre à cinq reprises (1931, 1933, 1937, 1938 et 1939) durant cette période face à des clubs comme l’AS Bortoise et le Sporting Club Tulliste. Il connaît son point culminant lors du Championnat 1935-1936, sous le capitanat d’André Jalinat. Après avoir disposé de l’AS Biterroise en huitième à Agen, les Brivistes se retrouvent en quarts de finale du Championnat de France. Ils sont opposés à l’USAP, alors triple championne de France. À Biarritz, les Catalans ne laisseront aucune chance aux joueurs de la Corrèze et s’imposeront 19-0.
C’est alors que va intervenir, tout comme dans le rugby français, la scission entre treizistes et quinzistes. Le 23 janvier 1938, à la suite d’une victoire en Championnat à Thuir, les Corréziens sont dépossédés du gain du match, après la non-qualification de leur 3e ligne Louis Dattas. Une assemblée générale du club se tient alors au cinéma briviste « Le Rex ». Cette assemblée générale vota l’adhésion du CAB au rugby à XIII. Les treizistes, dans la foulée, emménagèrent au Stadium d’où ils chassèrent les quinzistes. De ce fait, le club se trouva engagé, durant la saison 1938-1939, en Championnat  à XV et en Championnat à XIII.

### Les années de guerre, puis une première installation au sommet (1941-1955)
Après l’annulation du Championnat de France en 1939-1940, la déclaration de guerre puis la débâcle de juin 1940, le gouvernement de Vichy, dirigé par le Maréchal Pétain, va se mettre en place, bien que de nombreux parlementaires aient refusé à ce dernier les pleins pouvoirs, et parmi eux, des parlementaires limousins. Sous la pression du gouvernement de Vichy, la pratique du jeu à XIII devient interdite. Le Club Athlétique Briviste recouvre son unité en 1941. En 1940-1941, le club participe à une compétition qui vient d’être créée, le Challenge Français, où il termine premier de sa poule où il ne s’est jamais incliné. Puis la saison saison, il est à nouveau leader d’une nouvelle compétition, le Challenge de l’Amitié. En 1942-1943, le Championnat renait de ses cendres, et Brive en atteint les huitièmes de finale, battu à Périgueux par le SU Agen. Le club participe également à la Coupe de France, et l’aventure s’arrête en seizièmes de finale contre le CA Périgueux. La saison suivante se solde par des éliminations précoces, que ce soit en Championnat ou en Coupe.
L'intersaison est marquée par le bonheur de la Libération. Avant cela, la Corrèze, qui  s'est montré fidèle à la patrie dans les heures sombres, a eu à souffrir de sa dévotion, notamment lors du massacre de Tulle. Brive sera la première ville de France libérée par ses propres moyens.
Le Championnat reprend ses droits et le CAB enregistre une progression : il parvient à s’extraire des poules mais chute en huitièmes devant l’Aviron bayonnais à Tarbes. En Coupe de France, il atteint les quarts de finale en 1945, éliminé par le SU Agen.
La saison suivante, en revanche, est un échec : les Coujous sont éliminés au premier tour en Championnat, et chutent au 4e tour de la Coupe de France sur la pelouse des Tarnais de Carmaux. Les saisons se suivent et décidément ne se ressemblent pas.
En 1946, le club corrézien enregistre le retour de son ailier Elie Pebeyre. Ce dernier avait quitté la Corrèze sous l’occupation pour échapper au STO en Allemagne, et avait rejoint Fumel avec lequel il avait disputé une demi-finale de championnat et gagné ses galons d’International. Autre renfort de poids, celui du pilier international Jean Prin-Clary, en provenance du Rugby club toulonnais. Fort d’un bel effectif qui comprend également l’international Roger Arcalis ainsi que les frères Beaussonie, les Coujous progressent dans la hiérarchie du rugby français. Si la saison 1946-1947 se solde par deux éliminations rapides, tant en Championnat qu’en Coupe de France, la saison suivante voit le club de la cité gaillarde s’incliner en quarts de finale du Championnat face au Stadoceste tarbais. En Coupe de France, l’aventure s’achève en seizièmes de finale face au CA Bègles.
Puis vient la saison 1948-1949, qui marque un palier dans l’histoire du CAB. Les Brivistes vont se débarrasser de US Montauban  en huitièmes, puis de l’AS Montferrand en quart de finale. Ils ne chutent qu’en demi-finale face au Stade montois. Jean Prin-Clary retourne dans la foulée à Toulon. La saison suivante, les Blanc et Noir rencontreront de nouveau  Montferrand, en seizième de finale du Championnat, à Aurillac. Les Auvergnats prendront leur revanche 15-12.
Le Championnat 1950-1951 est un échec, il se solde par une élimination en poules. En Coupe de France, les Cabistes sont éliminés par le FC Lourdes en quarts de finale.
Les saisons suivantes sont ratées par le club briviste, qui ne se qualifie plus pour les phases finales, tant en Championnat de France qu'en Challenge Yves du Manoir, que les Brivistes ont réintégré en 1953. Les coujous ont de plus en plus de difficultés, le spectre de la relégation est désormais présent au sein du club. Et cela se confirmera lors de la saison 1954-1955. Le CAB, incapable de gagner le moindre match de Championnat, rétrogradé en deuxième division. En Challenge Yves du Manoir, il tombe dans une poule difficile avec le FC Grenoble, champion de France en titre et l'USA Perpignan, futur champion et doit se contenter de la cinquième place avec deux succès, l'un sur Béziers, l'autre sur Lyon.

## La période dorée

### Les années Amédée Domenech (1955-1965)
Fraîchement relégué, le CAB voit arriver un renfort de poids: en juin 1955, Amédée Domenech donne son accord au CA Briviste. Ce pilier international que l'on surnomme le Duc, arrive du RC Vichy, en compagnie de son ami Roger Bastié. Il sera le leader d'un groupe qui a pour objectif la remontée en Première Division. Sous sa conduite, le CAB termine premier de sa poule et entame décidé la marche finale vers le titre. Brive s'impose en seizième de finale contre le CS Bergusien (6-0) sur la pelouse de Montluçon, mais ses espoirs sont anéantis au Puy la semaine suivante, en huitièmes de finale, par Valence sur le score de 3 à 0. C'est donc revanchard que Brive aborde l'exercice 1956-1957. À nouveau l'équipe de Domenech termine à la première place de sa poule, avec sept points d'avance sur le deuxième, Decazeville. Les phases finales commencent. Les Brivistes rencontrent Foix à Angoulême et s'imposent 14-0. En huitièmes de finale à Montauban, c'est Oloron qui mord la poussière face aux Corréziens (11-6). Puis viennent les quarts de finale; si Brive s'impose et atteint ainsi le dernier carré, Brive remonte en première division. Il faut pour cela éliminer les Catalans du Céret sportif à Toulouse. Ce sera chose faite sur le score de 14-0: l'objectif est atteint. Désormais assuré de sa promotion, le CA Briviste va tenter de faire coup double en tentant de remporter le titre. En demi-finales au stade de Marmande, Brive est opposé aux Landais de Saint Sever. Encore une fois, la victoire est au bout, mais dans la souffrance. Voilà les Brivistes dans une situation inédite : une finale nationale .Ce 26 mai 1957, toute une ville est derrière le quinze qui va affronter l’US Bellegarde-Coupy. Le deuxième ligne Claude Simon, qui a disputé tous les matchs de cette saison, se voit privé de finale car il est envoyé en renfort en Algérie. Son absence n'empèchera ses coéquipiers de d'imposer sur le score de 20 à 5. Pour la première fois en quarante-sept ans d'histoire, le Club Athlétique Briviste est sacré champion de France. C'est la récompense de deux saisons d'efforts réalisés par Amédée et sa bande.
En 1957, le nouveau décide une réfection totale de son Stadium, devenu vétuste et même dangereux. Pour disputer ses matches, le CA Brive s’installe au Stade Gaëtan-Devaud. Ce stade est la propriété de la SNCF, il est aussi utilisé par l'ASPO Briviste. Les premiers matchs du Championnat 1957-1958 sont difficiles. Le CAB dispute les deux premières journées à domicile et s'incline à chaque fois.La première journée voit la victoire du Stade toulousain (8-5), la seconde se solde par une victoire montalbanaise en terre corrézienne (8-6). Il faut attendre la quatrième journée pour voir les Brivistes triompher face au voisin auvergnat de Montferrand. Le retour parmi l’élite est très compliqués pour les Coujous qui doivent batailler ferme pour ne pas redescendre à l'étage inférieur. Ils obtenient finalement leur maintien  lors de la dernière journée, avec une victoire sur les Cantaliens du Stade Aurillacois.
En 1958, un nouveau Président est désigné au CA Briviste: le Docteur Jean Dupuy. Elie Pebeyre, l'ancien ailier, a été un des instigateurs de ce choix. Amédée Domenech est désormais l’entraîneur-capitaine de l'équipe première. Comme l'année précédente, Brive débute très mal sa saison, en Championnat comme en Challenge Yves du Manoir. La première victoire n'est obtenue que le 30 novembre, face à Aurillac, mais elle contribue à lancer pleinement la machine corrézienne. Sous la conduite du Duc, qui brille de mille feux en équipe de France, le club corrézien rectifie le tir et se classe troisième de sa poule. Il fait son grand retour en phase finale du Championnat, mais sera éliminé par Béziers en seizièmes de finale  (13-9), au Stade Armandie d'Agen. La saison saison suivante est une confirmation des progrès brivistes: les Cabistes terminent encore troisième de leur poule, et affrontent Grenoble en seizièmes de finale. Ce jour-là, à Vichy, en raison d'absences dans les lignes arrières, Claude Besson, 18 ans à peine, joue son premier match en équipe Première. Son frère ainé Pierre Besson a rejoint l'effectif briviste briviste la saison précédente. Le baptême du feu de cet ailier sera un succès: Brive l'emporte 21 à 5. L'aventure 1960 s'arrête au stade des huitièmes de finale, à Vienne, devant les Tarnais de Graulhet (9-6). Cette même saison, un ouvreur de 16 ans fait également ses débuts sous les couleurs blanches et noires. Il s'appelle Jean-Claude Roques.
En 1960, les travaux de reconstruction du Stadium achevés, le club désormais cinquantenaire réintègre son antre. C'est désormais en club conquérant qu'il aborde le Championnat et le Challenge Yves du Manoir. Si en Challenge, il ne peut, comme durant les précédentes saisons, se qualifier, le CAB obtient de probants résultats en Championnat. Le 20 novembre 1960, les Brivistes s'imposent sur la pelouse du grand Lourdes, champion de France, sur le score de 13 à 9, et renouvelle cet exploit au match retour, dans un Stadium archicomble. Il termine premier de sa poule et confirme sa renaissance. Les phases finales commencent: Brive élimine l'USA Limoges (16-5) dans un derby limousin à Périgueux en seizièmes, puis Cahors (8-3) en huitièmes à Limoges, avant de chuter 12-6 contre le Stade montois des frères Boniface, à Bayonne.
Le jeu briviste se tourne alors résolument vers l’offensive, avec à cette époque une ligne de trois-quarts composée entre autres de Marcel Puget, Jean-Claude Roques, Pierre Besson, Claude Besson, Michel Marot, Alain Marot et Pierre Villepreux. Ainsi équipé, le club briviste va atteindre en 1963 la finale du Challenge Yves du Manoir, qu’il va perdre 11-0 face à Agen.
L’année suivante, le CAB rate une nouvelle finale de Challenge Yves du Manoir en échouant en demi contre Béziers. Le point culminant de cette grande période briviste est le Championnat 1964-1965, où les Blancs et Noir atteignent la finale et s’inclineront à nouveau face à Agen, sur le score de 15 à 8.

### La gloire sans bouclier (1965-1976)
Au lendemain de la finale de 1965, Pierre Villepreux quitte le CA Brive pour le Stade toulousain. En son absence, le club poursuit néanmoins sur sa lancée. Son jeu est parmi les meilleures de l’Hexagone. 
Cependant Brive connait trois échecs successifs en quarts de finale.
Le Championnat 1965-1966 se solde par une élimination par le Racing club de France.
En 1966-1967, alors qu’il a terminé leader national des poules, il est sorti par Montauban. 
Il n’y parviendra qu’en 1969, mais devra s’incliner en demi-finale face au  Stade toulousain.
 
La même saison, les Blanc et Noir atteignent les demi-finales du Challenge Yves du Manoir, et s’y fait éliminer par le FC Grenoble. 
Lors de la   saison 1969-1970, Brive va accéder aux quarts de finale après un huitième de finale à couper le souffle face à Béziers. Alors que Béziers mène à quelques minutes de la fin du match, Pierre Besson va arracher à Jack Cantoni un ballon dans son en-but et arracher du même coup la prolongation, qui verra les Brivistes l’emporter (17-9) sur ce qui sera plus tard leur bête noire. Il sera éliminé la semaine suivante en quarts de finale par La Voulte des frères Guy et Lilian Camberabero. 

À l’aube de la saison saison 1970-1971, le CA Brive enregistre l’arrivée de l’international tulliste Michel Yachvili. Roger Bastié, un fidèle ami d’Amédée Domenech devient quant à lui entraîneur de l’équipe Première. Les résultats ne se font pas attendre, le club n’étant éliminé qu’en demi-finale par le Rugby club toulonnais. Un peu plus tôt dans la saison, Brive a été exclu du Challenge Yves du Manoir, à la suite d’incidents lors d’un match au Stadium dans lequel il reçoit Agen.

La saison suivante peut être considérée comme la meilleure saison de l’histoire du club. Le CAB se classe numéro un national à l’issue des poules. Au total, il gagnera tous ces matches de championnat durant cette saison 1971-1972, à l’exception de la finale contre le tenant du titre Béziers. En effet, alors qu’il a passé à plusieurs reprises plus de cinquante points à ses adversaires, son compteur reste désespérément vierge ce 21 mai 1972 à Gerland (9-0). Brive vient d’échouer pour la deuxième fois de son histoire à conquérir le Bouclier de Brennus.

La saison suivante, le CAB enregistre l'arrivée de Jean-Luc Joinel, un jeune troisième ligne, de 20 ans, arrivant du CA Sarlat alors en deuxième division. Les Cabistes seront éliminés de manière inattendue par une vaillante équipe de l'US Dax en quart de finale. Ils se consoleront en remportant le Challenge Antoine-Béguère face au Stade toulousain. Durant mai et juin 1973, les Brivistes effectuent une tournée en Afrique du Sud, terre très rugby en même temps que sinistre terre d'apartheid, à cette époque. Parmi les participants figure un certain Patrick Boutot qui deviendra célèbre sous le nom de Patrick Sébastien.

En 1974, Brive termine en tête de sa poule en Championnat malgré une défaite à Lavelanet 10-9 dans un match tendu que l'arbitre, Lucien Barbe est obligé d'arrêter à la 57e minute.
C’est Béziers qui élimine les Corréziens en demi-finales 19-10 après que Brive ait battu largement Saint-Girons en seizième de finale 32-3, Albi en huitième de finale 41-0 puis Perpignan en quart de finale 25-15.
De nouveau invité en Challenge Yves du Manoir, le CAB s’y montre brillant au point d’en atteindre la finale, onze ans après la première dans cette compétition. Battus une semaine plus tôt en finale du Championnat, les joueurs de Narbonne infligent une nouvelle défaite en finale à Brive. 
En 1974, Elie Pebeyre devient Président du Club Athlétique Briviste omnisports. Bastié quitte ses fonctions d’entraîneur et est remplacé par Gérard Picolo, un jeune entraîneur en provenance de l'US Ussel. Dotés d’un effectif très étoffé et aguerri, les Brivistes se défont après prolongations de l’équipe de Narbonne et accèdent à la finale du Championnat 1974-1975, qui se dispute dans l’enceinte du Parc des Princes. L’adversaire est toujours le grand Béziers, qui a remporté trois Bouclier de Brennus en quatre saisons. À l’issue d’une rencontre où les Corréziens ont mis tout leur cœur à l’ouvrage, ce sont à nouveau les Héraultais qui sont champions de France, vainqueurs de la finale sur un score étriqué (13-12). Brive n’arrive décidément pas à remporter le bout de bois tant convoité.

Le CAB va vivre un lendemain de fête difficile durant l’été 1975. Le club est en restructuration, et deux poutres du pack coujou, Roger Fite et Jean-Claude Rossignol, quittent le club de la cité gaillarde pour rejoindre le voisin tulliste. 
La saison 1975-1976 sera une saison de transition à Brive, elle marquera la fin d’une glorieuse époque, qui a vu Brive devenir une place-forte de l’Ovalie française. Un des signes montrant la fin de cette ère est notamment la lourde défaite infligée au début de 1976 par l’AS Montferrand en terre auvergnate. Les Blanc et Noir trouveront toutefois la ressource, trois mois plus tard d’éliminer ces mêmes Jaunards en quarts de finale. Au tour suivant, c’est Béziers, encore et toujours, qui stoppe la route des Corréziens.

### Les vaches maigres (1976-1992)
Après la demi-finale de 1976, la septième du club en onze ans, Brive va connaître, dans les trois saisons qui suivent, la grisaille du championnat avec deux éliminations en huitièmes de finale et même une en seizième (en 1979). La retraite de l’emblématique ouvreur Jean-Claude Roques, qui a participé aux cinq grandes finales disputées (et perdues) par le club briviste entre 1963 et 1975, va être un des éléments entraînant cette baisse de résultats. 

La situation devient si critique qu’en novembre 1979, au lendemain d’une déroute à Dax (36-9), les dirigeants brivistes refont appel à Roger Bastié. Celui-ci parvient à retourner la situation et à qualifier le CAB pour les quarts de finale du Championnat. Il affronte alors à ce stade de la compétition son voisin Tulle, qu’il a déjà affronté en phase de poules, non sans mal. Le SCT, après avoir décroché le nul 10-10 au Stadium, a battu remporté le derby de la Corrèze chez lui, à  Alexandre Cueille où il est intraitable, sur le score de 18 à 6. Dans un Stade Marcel Michelin de Clermont-Ferrand archicomble, ce 4 mai 1980, 15 000 spectateurs vont assister au plus épique face-à-face de l’Ovalie corrézienne. Après être revenu dans la partie alors que tout semblait perdu pour lui, le CAB va faire mordre la poussière à son rival préfectoral après prolongation (22-19) et après un terrible suspense. Son aventure s’achèvera une semaine plus tard à Bordeaux, contre le Stade toulousain en demi-finale.

La saison 1980-1981 verra Brive prendre une magnifique revanche sur Toulouse (24-23) en huitièmes au Stade Armandie d’Agen, à l’issue d’un match complètement fou. Hélas pour les Corréziens, c’est son meilleur ennemi, Montferrand, qui le sortira en quarts.

Les saisons suivantes sont à nouveau difficiles. À l’issue de l’ exercice 1981-1982, Roger Bastié se retire alors que les Cabistes ont été sortis en huitièmes. La saison 1982-1983 est une énorme déception : pour la première fois en un quart de siècle, Brive n’est pas en phase finale du Championnat de France. Son seul résultat notable par la suite sera une demi-finale de Coupe de France en 1985, où il est corrigé par le futur champion de France, le Stade toulousain (38-9).

Pourtant, malgré des résultats moyens, le club de la cité gaillarde va se refaire un peu la cerise, notamment avec l’arrivée en 1985 de l’ Australien Peter Fitzsimons. Disposant également de joueurs tels que Loïc Van der Linden, les internationaux Jean-Luc Joinel, Rodolphe Modin et Pierre Chadebech, les Blanc et Noir atteignent les quarts de finale du  Championnat en 1987, après six ans d’absence à ce stade de la compétition. Leur fossoyeur sera le Racing club de France, puis  l’année suivante, toujours en quarts, ce sera le Stadoceste tarbais pour le dernier match de Jean-Francois Thiot qui totalisera 1796 points sous le maillot briviste durant sa carrière.

Le CAB, après ces deux quarts de finale successifs, va alors caler pendant quatre saisons de suite en huitièmes de finale, qui se déroulent, sauf en 1992, en matches aller-retour. En ce début des années 1990, ce n’est pourtant pas le talent qui fait défaut à Brive, qui possède de jeunes joueurs à vocation internationale, comme Alain Penaud et Sébastien Viars.

### Les débuts du professionnalisme et la gloire européenne  (1992-1998)
La saison 1992 voit le CAB devenir le CA Brive Corrèze à la suite de l’engagement du Conseil Général de la Corrèze derrière le club. Le poste de conseiller technique est recréé au profit de Pierre Villepreux, l’ancien entraîneur prestigieux du Stade toulousain, de retour au bercail. Fort de cet apport, le CABC parviendra à atteindre les quarts de finale du Championnat, où il est battu au stade Maurice-Boyau de Dax par Agen. Auparavant, il s’était imposé chez le vice-champion de France, Biarritz. Il est éliminé au même stade de la compétition en challenge Yves du Manoir, battu après prolongations par le Stade toulousain, futur lauréat de l’épreuve et qui est à l’aube d’une période qui le verra régner en maître sur le rugby français.

En 1994, Brive échoue à se qualifier pour le Top 16 en Championnat.
Reversé en Coupe André-Moga, le club ne se sauve qu'à la dernière journée grâce à une victoire au Stadium sur le Stade dijonnais.
En Challenge, Brive termine en tête de sa poule devant Les mammouths de Grenoble mais est éliminé par le RC Narbonne dès les quarts de finale. Stadium. À l'issue de cette saison, une mini-crise éclate et débouchera sur la démission de Pierre Villepreux.

Le club corrézien va toutefois se ressaisir la saison suivante en affichant un vrai potentiel. Il va passer très près des quarts de finale, devancé en phase de poules par Toulouse et Toulon, deux équipes habituées aux joutes finales.
Le rugby va connaître un grand tournant en 1995, lorsque le professionnalisme est instauré. L’homme de télévision Patrick Sébastien devient Président du club à l’intersaison. Le talonneur international Vincent Moscato rejoint le club, désormais coaché par l’ex-pilier international Laurent Seigne. Le début de saison des coujous est tonitruant, tant en  Championnat qu’en challenge Yves du Manoir, où le CAB s’impose sur le terrain du Stade toulousain, sur le score fleuve de 35-10. Le club est en vogue, le travail et l’expérience de joueurs jouant ensemble depuis plusieurs saisons portent leurs fruits. Les Didier Casadéi, Richard Crespy, Éric Alégret, Loïc Van der Linden, François Duboisset, Sébastien Bonnet, Sébastien Paillat, Romuald Paillat et Sébastien Viars brillent de mille feux, à l’exemple du capitaine et enfant du pays Alain Penaud. Tout semble sourire aux Corréziens, qui reviennent en finale du challenge Yves du Manoir, pour la première fois depuis 1974, après s’être débarrassé de l’AS Montferrand, au stade Jean Alric d’Aurillac dans une demi-finale à suspense (12-9). En point d’orgue, le club gaillard va remporter le premier grand trophée de son histoire à Charléty face à la Section paloise. Comme un symbole, ce sont ces mêmes béarnais que Brive rencontrera quatre mois plus tard à Toulouse, où son parcours exceptionnel l'amène en demi-finale du Championnat, une première depuis seize ans. Grâce à un excellent Penaud, le CA Brive Corrèze gagne le droit de monter à Paris pour y disputer la quatrième finale du championnat de France de son histoire, après celles de 1965, 1972 et 1975. Le 1er juin 1996, après avoir été largement à la hauteur de l’évènement et de son adversaire du soir, le Stade toulousain, le club de la Corrèze voit le Bouclier lui échapper une fois de plus. Menés à moins de dix minutes du coup de sifflet final d’une courte tête, les Toulousains vont conserver leur titre grâce à un essai de David Berty, puis à un drop de Thomas Castaignède, pour s’imposer 20 à 13. Le club de la cité gaillarde n’est plus jamais revenu en finale du Championnat depuis ce jour-là. Cette saison exceptionnelle est marquée par deux autres finales : la Nationale B rencontre Castres mais doit s'incliner 18-13. En revanche, les Juniors Crabos sont pour la première fois champions de France en battant le tenant du titre Grenoble, sur le score de 10-3. Parmi les vainqueurs, un certain Cédric Heymans s'est mis en évidence.

L’année suivante, le CAB enregistre les arrivées du demi de mêlée international Toulousain Philippe Carbonneau et de Christophe Lamaison, en provenance de Bayonne. Ce dernier, natif de Dax gagnera ses galons d’International sous le maillot blanc et noir . Il jouera 37 matchs avec le Quinze de France, dont la demi-finale de Coupe du Monde 1999 ainsi que la finale, titulaire à l’ouverture. Après une saison époustouflante, le club corrézien repart à l’assaut, non seulement du Bouclier, mais aussi de la deuxième édition de la coupe d’Europe, pour laquelle il s’est qualifié en gagnant le challenge Yves du Manoir l’année précédente. Brive va exceller dans cette compétition en se hissant en finale, après avoir sorti avec brio dans l’antre du Stadium les Gallois de Llanelli (35-14) en quarts, puis ceux du Cardiff FC (26-13) en demi-finale. Le 25 janvier 1997, Brive a rendez-vous avec les Tigres de Leicester et avec l’histoire à l’Arms Park de Cardiff. Ce jour-là, le CAB va marcher sur l’eau en marquant quatre essais aux redoutables anglais et s’imposer 28-9. Le CA Brive Corrèze est sur le toit de l’Europe. L’euphorie s’empare de Brive et de la Corrèze, où sur l’aérodrome de Brive-Laroche, 5000 supporters acclament les Blanc et Noir à leur arrivée. Cet état de grâce aura cependant des effets pervers, puisque le champion d’Europe chute sans gloire en huitièmes de finale du Championnat devant Colomiers. Le 22 février 1997, il dispute au Stadium la Coupe Intercontinentale face aux Auckland Blues, qu’il perd 47 à 11. Durant l’intersaison 1997, le troisième ligne international Olivier Magne, est transféré de Dax à Brive. L’arrivée du joueur originaire d’Aurillac ne permet toutefois pas au CABC de retrouver une place au sommet dans le Championnat 1997-1998 où, cinquième de sa poule, il est éliminé avant même les phases finales. En Heineken Cup en revanche, les déboires du Championnat semblent lointains. Une nouvelle fois qualifiés pour les quarts de finale, les Coujous se défont des London Wasps (25-18) en Angleterre, puis affrontent en demi-finale le Stade toulousain, indéboulonnable champion de France depuis quatre saisons, dans la Ville Rose. Après prolongations, le score est de 22-22 et Brive est qualifié pour la finale, au bénéfice du nombre d’essais inscrits (2 essais contre 1 pour Toulouse). Ce sont d’autres Anglais, ceux de Bath que les Corréziens rencontrent au Parc Lescure de Bordeaux. Au terme d’un bon match, le CAB devra s’incliner d’un petit point (18-19) et de céder sa couronne aux Anglais. La déception est d’autant plus grande que du fait de ses contre-performances en Championnat, le CA Brive Corrèze devra se contenter, la saison suivante, de disputer le Bouclier Européen, c’est-à-dire la petite Coupe d’Europe. Pour couronner le tout, le club deux monuments le quitter : son capitaine emblématique Alain Penaud part aux Saracens, pendant que Sébastien Viars rejoint le Stade français, le tout nouveau champion de France.

### La chute (1998-2001)
Le CAB rentre progressivement dans le rang les saisons suivantes. Il est éliminé en Play-offs durant le  Championnat 1998-1999 après une déroute historique à Marcel Michelin contre le futur finaliste montferrandais (60-31), suivie d’un échec au Stadium 35-40 devant le RCT. Son aventure européenne l’amène au Stade Pierre-Rajon où il s’incline en demi-finale du Bouclier Européen chez la vaillante équipe de Bourgoin. Cette temporada voit les débuts d’un certain Elvis Vermeulen sous le maillot blanc et noir, alors que ce dernier n’a pas encore 20 ans. À l’issue de cet exercice, Olivier Magne rejoint l’adversaire de toujours, l’ASM.

Le  Championnat 1999-2000, retardé du fait de la Coupe du monde de rugby à XV 1999 qui se déroule en Europe, reserve à Brive un match de barrage contre le rival auvergnat, qui voit le succès incontesté des Jaunards, par 41 points à 23. Mais la satisfaction de la saison pour Brive est la Coupe de France, où après s’être débarrassé de Lannemezan en huitièmes puis de Bourgoin en quarts au Stade Marcel Michelin de Clermont-Ferrand, il élimine le Stade français, tenant du titre et futur champion de France. Les Parisiens sont vaincus 28-23 malgré la blessure de Christophe Lamaison et la présence dans leurs rangs des internationaux Christophe Dominici, Peter De Villiers, Marc Lièvremont, Diego Dominguez et consorts. Hélas pour les Corréziens, le trophée se dérobe à eux le 1er juin 2000, face aux Basques de Biarritz, vainqueurs 24-13.

La saison suivante se déroule sans les cadres internationaux Christophe Lamaison, Philippe Carbonneau et David Venditti, partis sous d’autres cieux. Après des débuts corrects, la saison va s’achever en Bérézina pour l’équipe briviste. Si elle se qualifie pour les quarts de finale du Bouclier Européen, où elle sera éliminée à Brive par les Harlequins de Londres (20-13), elle accumule les échecs en  Championnat, battue chez elle par Aurillac 20-18, puis humiliée sur sa pelouse par l’AS Montferrand lors du derby du Centre. La formation corrézienne file vers la relégation en Pro D2, qui devient officielle lors de la dernière journée et une énième défaite à domicile, face au futur champion de France, le Stade toulousain, qui compte dans ses rangs ce jour-là un jeune joueur du nom de Frédéric Michalak. C’est un coup de tonnerre qui s’abat sur Brive.
Le CAB quitte donc l’élite du rugby national, où il était présent sans interruption depuis 1957.

## Un CAB oscillant

### Le purgatoire (2001-2003)
Consécutivement à cette descente en deuxième division, Alain Penaud, qui vient de remporter le Bouclier de Brennus sous le maillot toulousain, regagne son club de cœur. Comptant dans leur effectif des joueurs de talent, tels Jérôme Bonvoisin, Valentin Courrent ainsi que les internationaux australiens John Welborn et Samuel Payne, le CA Brive se refait une santé en remportant de larges victoires, mais des échecs intempestifs à Tours, à Grenoble, à Aurillac et à Tyrosse l’empêchent de se hisser au sommet du classement. Après une défaite à Mont-de-Marsan, Brive, troisième au classement final derrière Mont-de-Marsan et Grenoble. Il est contraint de disputer une nouvelle saison en Pro D2. 
Celle-ci sera parfaitement négociée, avec à nouveau des succès sur des scores fleuves, et le championnat Pro D2 2002-2003 se résumera par un mano-a-mano entre Brive et Montpellier, la première place étant synonyme de montée directe en Top 16. Vaincus 18-15 à l’aller dans l’Hérault, les Coujous vont se livrer à une véritable démonstration au match retour, dans un Stadium archicomble, battant leurs rivaux pour la montée directe sur le score sans appel de 29-0. La remontée en Top 16 sera effective le 10 mai 2003, à une journée de la fin de la phase régulière après une victoire à domicile sur Bayonne 45-23. Le club ne décrochera cependant pas le titre de champion de France de deuxième division comme il l’avait fait en 1957, à l’époque du légendaire Amédée Domenech. Il est défait par Tarbes en demi-finale (21-13) au Stade Armandie d’Agen.

### À nouveau l’élite, entre espoirs et déceptions (2003-2012)

#### Saison 2003-2004
Pour son retour dans l’élite, Brive enregistre les arrivées de Jawad Djoudi, de Ludovic Valbon et de Simon Azoulai. C’est la renaissance pour un club qui va pleinement réussir son retour dans la cour des grands. Profitant de l’absence d’une partie des internationaux tricolores retenus en Australie où ils disputent la Coupe du monde de rugby 2003, les Blanc et Noir sont en tête de leur poule après quelques journées, se payant au passage le luxe de battre les Montferrandais chez eux. Les Brivistes se qualifient pour les Play-offs en terminant seconds de leur poule. Ils seront éliminés en playoff, terminant alors dernier de leur poule derrière le Stade français, premier, le Stade toulousain second et Biarritz, troisième. En Challenge Européen, ils sont éliminés par les Harlequins en quarts de finale. Ludovic Valbon sera retenu en équipe de France pour la tournée d’été et marquera un essai contre les États-Unis.

#### Saison 2004-2005
2004 marque un tournant important dans l’organisation du Championnat. Désormais, il n’y a plus plusieurs poules, mais une poule unique. Trente matches sont donc prévus dans la saison régulières, quinze aller et quinze retour. Après des débuts probants, Brive est sixième. Mais en mars 2005, les Coujous essuient le pire revers de leur histoire : une défaite sans appel face au Stade toulousain dans la ville rose, 71-3. La fin de saison est difficile et se solde par une neuvième place. En Challenge Européen, le club parvient en demi-finale pour la première fois depuis 1999 et est éliminé à ce stade de la compétition par Pau.

Un évènement important marque cette même saison : le départ définitif d’Alain Penaud de Brive. Celui-ci l’annonce au début de mai 2005. La rencontre de Top 14 opposant Brive à Bourgoin, le 21 mai 2005, est l’ultime disputée sous le maillot briviste par cet immense joueur. Lorsqu’il quitte le terrain à dix minutes de la fin, l’émotion submerge littéralement le Stade Amédée-Domenech. En guise de cadeau d’adieu, son équipe a écrasé les Berjalliens (55-3). Penaud reviendra à Brive la saison suivante, dans la peau de l’adversaire, avec le Stade français.

#### Saison 2005-2006
En septembre 2005, le club signe un partenariat avec la région Limousin, et devient le CA Brive Corrèze Limousin. Brive végète en Championnat, dont il obtient encore une fois la neuvième place. Après un parcours moyen en poules du Challenge Européen, il est qualifié in extremis pour les quarts de finale. Les Corréziens affrontent à ce stade de la compétition les Anglais de Gloucester, de l’autre côté de la Manche. Ils encaisseront une lourde défaite 46-13.

#### Saison 2006-2007
La saison 2006-2007 est très mouvementée. Sur le plan sportif, les mauvais résultats provoquent une valse quasi-inédite d’entraîneurs : Laurent Rodriguez, Tim Lane, Jean-Marie Soubira, Michel Peuchlestrade et Richard Crespy défilent ainsi sur le banc corrézien. Le CAB est relégable pendant une grosse partie de la saison mais grâce à des succès en fin de saison, il sauve brillamment sa place dans l’élite et assure une neuvième place. Patrick Sébastien est de retour aux affaires dès mars 2007 et fait revenir à l’intersaison Laurent Seigne, alors entraîneur du Castres olympique. Sur la scène européenne, Brive chute en quarts de finale.

#### Saison 2007-2008
Pour la saison 2007-2008, le club de la cité gaillarde embauche les champions du monde anglais Ben Cohen, Steve Thompson, ainsi que le Gallois Barry Davies. Il mise également sur l’expérience avec le retour d’Olivier Magne. Les débuts en Top 14 sont mauvais, l’entraîneur Richard Crespy en fait les frais. Blessé, Olivier Magne devient entraîneur et supplée Laurent Seigne à la tête du quinze briviste. Le duo Seigne-Magne redresse bien la barre et Brive finit onzième du Championnat. Deux joueurs sont révélés : Antonie Claassen et Alexis Palisson, qui gagne sa première sélection dès juin 2008 face à l'Australie.

#### Saison 2008-2009
Brive recrute en 2008 de nouveaux entraîneurs: Christophe Laussucq et Ugo Mola, tandis que Laurent Seigne reste le manager. Côté terrain, les Internationaux Gallois Alix Popham et Anglais Andy Goode rejoignent l'effectif. Les Blanc et noir enregistrent aussi l'arrivée du Sud-Africain Gerhard Vosloo, en provenance du Castres olympique. Le Top 14 2008-2009 ramènera le CABCL en Heineken Cup, à la suite de sa sixième place en Championnat. En Challenge Européen, Brive est éliminé à Worcester en quarts de finale. C’est un nouvel échec en quarts de finale dans cette compétition, après ceux de 2008 à Sale et de 2007 à Newport.

#### Saison 2009-2010
Malgré l’apport de Riki Flutey en 2009, Brive connaît un début de saison 2009-2010 difficile. S’il est en tête à l’issue de la première journée, il manquera son retour en H Cup. Patrick Sébastien démissionne en cours de saison. Laurent Seigne est débarqué une semaine plus tard, et Didier Casadeï devient entraîneur des avants. Brive finit neuvième du Top 14 2010.

#### Saison 2010-2011
Le budget du CAB est en baisse à l'aube de la saison 2010-2011. Côté sportif, la saison commence par des résultats mitigés: défaite à domicile en ouverture face au Racing Métro 92, victoire bonifiée face au RC Toulon, demi-finaliste la saison précédente, puis surtout victoire face au Stade français sur la pelouse du Stade Charléty. La suite des opérations sera plus compliquée pour les Cabistes, qui s'écroulent littéralement à Amédée-Domenech devant le Biarritz olympique, et face à Agen, un concurrent direct à la course au maintien. Leur seule bouffée d'oxygène est le Challenge Européen, où ils accomplissent un sans-faute dans leur poule, il est vrai pas très relevée. Brive arrache de manière surprenante le match nul (6-6) sur le Racing Métro 92 à Colombes, et ramène une défaite bonifiée de Perpignan (23-16). Le sursaut intervient avec une victoire 29-22 dans un derby très disputé contre l’ASM Clermont. Dans la lutte pour son maintien, Brive, qui n'avait plus gagné en Championnat depuis quatre mois, peut respirer un peu. Ils ne sont toutefois pas encore sauvés et s'inclinent encore deux fois au Stadium face à Bayonne et face à Castres. Les coujous parviennent toutefois à assurer leur maintien grâce à des victoires avec bonus offensif à domicile face aux mal classés, contre Bourgoin d'abord (50-6) et une semaine plus tard contre La Rochelle (26-9). Quasiment sauvés, les Corréziens peuvent aborder plus sereinement leur quart de finale de Challenge Européen, qu'ils disputent à domicile contre les irlandais du Munster, double champions d'Europe. Le match est épique, les Brivistes ne lâchent rien devant les coéquipiers de Ronan O'Gara, mais sont finalement battus (42-37). Au terme de la saison où Brive termine douzième du Top 14, Alexis Palisson, Gerhard Vosloo et Alix Popham quittent le club. De leur côté, les Crabos du CAB remportent un deuxième titre après avoir vaincu leurs homologues de Montferrand.

#### Saison 2011-2012
Après une saison terne, celle de 2011-2012 s’annonce tout aussi difficile pour le CABCL. D’abord côté budget : avec un peu plus de 13 millions d’euros, le club corrézien ne dispose que du douzième budget de l’élite dont Brive est désormais, par sa population, l’une des plus petites villes. La course aux armements est de plus en plus féroce, l’objectif du club est plus que jamais la survie. Et l’opération survie est très mal engagée puisque les Brivistes sont battus chez eux lors de la première journée du Top 14 par les Agenais (19-20) après avoir encaissé un essai de Silvère Tian dans les arrêts de jeu. Cette rageante défaite inaugure une nouvelle saison morose et difficile pour le club de la cité gaillarde. En effet, lors de la phase aller, il concède neuf défaites, ce qui fait de lui l’un des clubs ayant perdu le plus de matchs. Certains de ces matchs ont pourtant largement été à la portée des Corréziens, comme celui perdu dans les arrêts de jeu face à Union Bordeaux Bègles au stade André-Moga, la défaite à domicile face au promu lyonnais (12-15) ou encore le derby perdu de justesse (6-9) face au voisin Clermontois. Cependant, les Brivistes redressent la situation en glanant un grand nombre de bonus défensifs lors de leurs nombreuses défaites. Ils réussissent en outre à tenir en échec le Stade toulousain, champion de France 2011 et leader du Championnat (9-9) au Stade Amédée-Domenech. Le bilan de la phase aller est néanmoins loin d’être réjouissant : seulement trois victoires ont été remportées : un exploit sur la pelouse du vice-champion de France Montpellier (28-12) lors de la seconde journée et deux victoires à domicile, toutes deux bonifiées, face aux clubs basques : 32-7 devant le Biarritz olympique et 30-10 face à l’Aviron bayonnais.
Le 11 janvier 2012, une information délivrée par le quotidien La Montagne tombe : l’hypothèse d’un rapprochement entre les sections professionnelles du CA Brive et de l’USA Limoges apparaît à la une du quotidien régional. Ce projet, qui aurait pour but de pérenniser le rugby de haut niveau en Limousin, a été lancé par les dirigeants du club briviste. Il s’agirait de créer, via ce rapprochement, la première équipe provinciale française. Cette annonce fait l’effet d’une bombe et est très commentée dans le Limousin. Le projet a ses partisans, qui voient dans cette idée novatrice une option salutaire pour un club qui aura de plus en plus de mal à supporter l’impitoyable course aux armements. De leur côté, les opposants au projet sont en premier lieu les supporters du CA Briviste. Leur principale crainte est de voir le club centenaire perdre, avec son équipe fanion, ses couleurs, son âme et son identité. La perspective éventuelle d’une disparition du maillot historique blanc et noir a également poussé l’Amicale des anciens joueurs du CA Briviste à se déclarer contre ce projet. Parmi eux, les anciennes gloires Loïc Van der Linden et l’ancien capitaine emblématique Alain Penaud sont des opposants de la première heure au rapprochement, choqués par l’idée que les dirigeants en place puissent brader ainsi un club aussi prestigieux. Des actions pacifiques sont dès lors menées, comme la signature d’une pétition anti-rapprochement avant la rencontre de Top 14 opposant Brive à Perpignan. En février, le projet est finalement abandonné par le président Bertrand.
Côté sportif, les Brivistes réalisent un excellent parcours en Challenge Européen. Vainqueurs de tous leurs matches de poule, les Limousins se qualifient pour les quarts de finale. Comme la saison précédente, leur performance lors des phases de poule leur permet de recevoir. Ce sont les Gallois de Llanelli qui se présentent au Stadium. Le CA Brive l'emporte finalement 15-11 et accède pour la troisième fois de son histoire au dernier carré de la "petite coupe d'Europe". Le 28 avril, les coujous rencontrent le Biarritz Olympique au stade Aguiléra. C'est une défaite sur le score de 19 à 0 face au futur vainqueur de l'épreuve.
La situation est nettement plus compliquée en Championnat. Le club éprouve les pires difficultés à remporter ses matches à domicile. Ainsi Brive s'incline devant Montpellier (9-23) et Castres (13-15). La solidarité du groupe briviste permet cependant quelques sursauts, avec des succès mérités face au Stade français (25-9) puis face à Toulon (14-9), ainsi qu'une victoire en terre lyonnaise (22-9). Mais l'équipe va retomber dans ses manquements en fin de saison avec aussi un calendrier difficile. Lors de l'avant-dernière journée, le CABCL reçoit l'Union Bordeaux Bègles dans un match décisif pour le maintien. Ce match sera le symbole de l'échec sportif du club. Bègles s'impose 23-9, le CAB se sera effondré au fil des minutes, jusqu'à encaisser un essai assassin en fin de rencontre. Après une ultime défaite en forme de déroute chez le puissant voisin auvergnat Clermont, le club est officiellement en deuxième division. La peine est lourde pour ceux qui le quittent en fin de saison, au premier rang desquels figurent le capitaine Antonie Claassen, en larmes à la suite de la défaite fatale contre l'Union Bordeaux Bègles, ainsi que l'arrière Scott Spedding. Les deux Sud-Africains étaient en effet des chouchous du public briviste.

### Un an de purgatoire, puis de nouveau l'élite (depuis2012)

#### Saison 2012-2013
À la suite de la relégation, le président Jean-Jacques Bertrand fixe comme objectif la remontée directe ou au moins une qualification pour les demi-finales d'accession au Top 14. Sportivement, tout est à reconstruire après des années difficiles. Le début de saison 2012-2013 voit le club éprouver des difficultés, notamment à l'extérieur où les brivistes enregistrent des défaites parfois lourdes loin de leurs bases. Brive chute lourdement à Carcassonne (34-14), après avoir été mené 27-0, puis à Oyonnax (40-19), ainsi qu'à La Rochelle (36-16). À domicile en revanche, où ils peuvent compter sur le soutien indéfectible d'un public resté très fidèle malgré la relégation, les coujous empochent victoire sur victoire, dont certaines avec bonus offensif. Toutefois, en janvier 2013, les corréziens sont battus à domicile par l'US Carcassonne 22-16. Peu après ce revers, Philippe Carbonneau rejoint le staff briviste comme entraîneur des lignes arrières. L'entraîneur en chef Nicolas Godignon, délesté de cette tâche, met un peu plus l'accent sur son domaine de prédilection, la défense. Et de fait, l'équipe resserre les boulons, et encaisse dès lors moins d'essais. Le CAB se remet en ordre de marche durant la phase retour. L'accident à domicile face à l'US Carcassonne est vite oublié, les victoires s'enchaînent à nouveau. Le leader incontesté du championnat, l'US Oyonnax est battu au Stadium in extrémis 30-29 lors de la 27e journée. Grâce à ce bon parcours, le club briviste termine second de la phase régulière et se qualifie pour les barrages d'accession au Top 14. En demi-finale, les blanc et noir disposent d'Aurillac (30-14) dans leur Stadium. Le 19 mai 2013, à l’issue d’une finale maîtrisée de bout en bout, le CA Brive bat la Section paloise 30-10 et retrouve l’élite du rugby français un an après l’avoir quittée,. Le retour en Corrèze est triomphal, la ville accueille dans la liesse ses champions. 
L'équipe espoirs remporte le titre de champion de France Espoirs de 2e division.

#### Saison 2013-2014
L'objectif numéro un du CA Brive pour son retour en Top 14 est le maintien. La saison 2013-2014 marque une continuité avec la fin de la précédente : l'équipe briviste se montre efficace face à tous ses adversaires, notamment lors de ses matches à domicile. Le début de saison corrézien est marqué par la révélation du Fidjien Sisaro Koyamaibole. Auteur de trois essais en Top 14, il symbolise le retour en grâce des Coujoux. Lors de la deuxième journée, le troisième ligne inscrit l'essai qui selle la victoire de Brive face à son ancien club, l'Union Bordeaux Bègles. Par la suite, Bayonnais, Perpignanais, Castrais puis Toulousains connaitront le même sort à Amédée-Domenech. Face au Castres olympique, les Corréziens livrent même une partie parfaite dans tous les domaines et mettent fanni le champion de France en titre 34-0. S'ensuit notamment une ola mémorable et inédite au Stade Amédée-Domenech.
En déplacement, les choses sont nettement plus difficiles, dans un championnat très homogène. Le CAB ne ramène que des défaites, à l'exception d'un match à Grenoble, où il contraint le FC Grenoble à partager les points. Il réussit également ce qu'il n'avait pas réalisé durant huit ans : ramener un point de bonus défensif du Stade Marcel-Michelin face à l'ASM Clermont Auvergne.
Brive retrouve aussi le parfum des compétitions européennes. En Amlin Cup, les Limousins sont aux prises avec les Italiens de Calvisano, les Anglais de Newcastle et les Roumains de Bucarest.